# 歡樂週末派
《歡樂週末派》是中華電視公司（華視）的一個綜藝節目，1985年8月3日開播，福隆製作公司製作，開播時主持人是張小燕。在開播時至1987年6月27日期間的名稱是《週末派》，是台灣首個將資訊與娛樂結合的綜藝節目，曾經三次獲得金鐘獎提名並兩次獲得金鐘獎；1987年7月18日改名《歡樂週末派》，主持人改為張小燕與陽帆，片頭曲〈歡樂週末派〉由庾澄慶一手包辦作詞、作曲及主唱。澎恰恰、許效舜、曹啟泰也曾與張小燕搭檔主持。

## 歷史
1985年8月3日，《週末派》開播，製作人為福隆製作公司負責人葛福鴻，主持人為張小燕，播出時間為每週六下午4點半到6點，是張小燕在《綜藝100》停播後重拾主持棒，製作宗旨是「針對現代人設計的資訊性娛樂節目，提供思想、生活、電影、音樂、舞蹈等流行的訊息」，開播時分為四大單元：「新奇的最新潮流趨勢」、「現代的名人軼事特寫」、「娛樂的軟性新聞報導」、「知性的知識資訊廣場」，整個節目有如一本軟性雜誌。對於華視將《週末派》安排在觀眾開機率不高的週六下午4點半播出，福隆製作公司與張小燕並不太高興、卻也無從發怒，因為這是新嘗試的節目，華視同意製播已經是相當有魄力了。
《週末派》播出一個半月之後，因廣受好評，華視決定調整播出時間。1985年9月21日，《週末派》被華視安排到週末深夜時段，於每週六晚間10點到11點半播出。
1986年，已經退出演藝圈並移居美國的前歌星劉文正返回台灣，在《週末派》接受張小燕專訪，破除「劉文正已死」之謠言。同年，銀霞在《週末派》主持單元〈光鮮生活〉。
《週末派》是台灣電視史上第一個結合娛樂與資訊的綜藝節目，連續三年（1986～1988年）入圍電視金鐘獎「綜藝節目獎」，並在1986年第21屆金鐘獎獲獎。
1987年7月18日，華視將每週六晚間十點檔收視率冠軍《週末派》改名為《歡樂週末派》並往前移到晚間8點播出，同時找來陽帆與張小燕搭檔主持，由庾澄慶創作並主唱片頭曲，並從美國將頗受兒童歡迎的陶大偉請來助陣，這些舉動就是為了挑戰週六晚間8點檔的常勝軍——中國電視公司綜藝節目《黃金拍檔》。《黃金拍檔》製作單位中華製作公司一開始表示毫不介意此事，因為臺灣電視公司與華視在此之前就曾經以其他節目對抗《黃金拍檔》，但成績不盡理想；當時中華製作公司研判，其原因是《黃金拍檔》有固定的觀眾群，而且《黃金拍檔》精彩的節目內容讓觀眾不忍轉台。《歡樂週末派》與《黃金拍檔》首度交鋒，《黃金拍檔》收視率以平均近4%落敗。
1990年10月20日，福隆製作公司與年代影視聯合製作《歡樂週末派》五週年大型晚會，場地選在臺北縣立板橋體育館，陽帆與張小燕搭檔主持，年代影視發出四千五百張入場券，晚間7點開始錄影、8點播出、9點半結束。觀眾入場時發生踩踏事故造成國民中學及高級中學女學生共六人受傷送醫，年代影視派人到醫院慰問傷者及其家屬，被送往亞東紀念醫院急救的臺北市立景美女子高級中學學生陳青瑜陷入昏迷狀態，臺北縣政府警察局板橋分局表示將追究年代影視的法律責任。晚會安排曾任《歡樂週末派》男主持人的澎恰恰與許效舜到場與陽帆及張小燕團聚，香港無綫電視代表團到場祝賀，華視頒發獎牌。
1990年10月21日上午，陳青瑜宣告不治，葛福鴻與年代影視負責人邱復生趕往亞東紀念醫院向陳青瑜家屬致哀。同日晚間，年代影視召開踩踏事故說明會，邱復生說，10月20日晚間6點45分他抵達臺北縣立板橋體育館，親眼目睹青少年男女沿著館外通風管與水管爬上四樓氣窗、打破玻璃入館，場外卻有大批人群拍手叫好；踩踏事故，年代影視在道義上絕對歉疚，但「年輕觀眾在群集場合不守秩序歪風，熾烈地令人心驚膽寒」。邱復生與葛福鴻均表示，經過慘痛教訓，短期內將不再邀請香港明星來臺灣演出。
踩踏事故後，《歡樂週末派》停播。